# Philodromus signatus
Philodromus signatus là một loài nhện trong họ Philodromidae.
Loài này thuộc chi Philodromus. Philodromus signatus được Octavius Pickard-Cambridge miêu tả năm 1869.